# Vale das Rosas (Marrocos)
Vale das Rosas (em francês: Vallée des roses) é o nome turístico dado a vários vales perto da cidade de de Kelaat-M'Gouna, nas montanhas do sul do Alto Atlas de Marrocos. Por vezes a designação de "Vale das Rosas" aplica-se especificamente a um trecho do vale do assif (ribeiro) M'Gouna, a noroeste de Kelaat-M'Gouna, entre as  aldeias de Tourbist e Bou Thaghrar, mas mais genericamente todo o vale de M'Gouna entre Taziricht e Kelaat também recebe o mesmo nome. Outros vales da região, como a parte do vale do Dadès entre Kelaat e Boumalne-Dadès também são por vezes referidos com o nome de Vale das Rosas.
O nome deve-se à presença massiva roseirais, os quais são usados para produzir pétalas usadas em perfuraria (água de rosas) e culinária (óleo de rosas) e para manter as cabras afastadas das culturas. A chamada entrada do vale em Imassine é marcada por grandes rochedos arredondados que por vezes parecem desafiar o equilíbrio. Ao longo do vale encontram-se várias pequenas aldeias com casas tradicionais de terra, cuja riqueza se esconde em hortas invisíveis da estrada. A economia da região baseia-se sobretudo na agricultura de cevada, milho e batata, além das rosas.
Supõe-se que a cultura de rosas de Damasco (Rosa damascena), resistente ao frio e à seca, tenha sido introduzida por peregrinos de retorno de Meca no século X. As rosas são cultivadas para consumo local na forma de água e óleo e para exportação, principalmente na forma de essências. Em anos de maior produção, chegam a ser colhidas colhidas quatro mil toneladas de rosas, ao longo de uma semana de maio que culmina no Moussem (festa) das Rosas de Kelaat-M'Gouna. A água de rosas e alguns cosméticos à base de rosas é fabricada localmente, mas grande parte dos sabonetes e cosméticos são atualmente produzidos em grandes fábricas de Marraquexe e Casablanca. Uma das duas destilarias de Kelaat está instalada num antigo casbá (castelo).